# Calymperes porrectum
Calymperes porrectum är en bladmossart som beskrevs av Mitten 1868. Calymperes porrectum ingår i släktet Calymperes och familjen Calymperaceae. Inga underarter finns listade i Catalogue of Life.